# Spirorbis spirorbis
Espèce
Spirorbis spirorbis (anciennement Spirorbis borealis) est une espèce de vers annélides polychètes tubicoles appartenant à la famille des Serpulidae.

## Description et caractéristiques

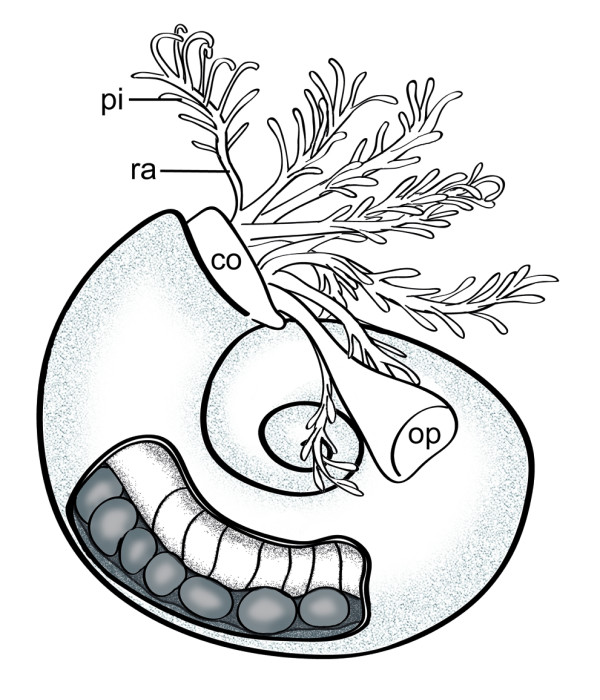
Anatomie de Spirorbis spirorbis.

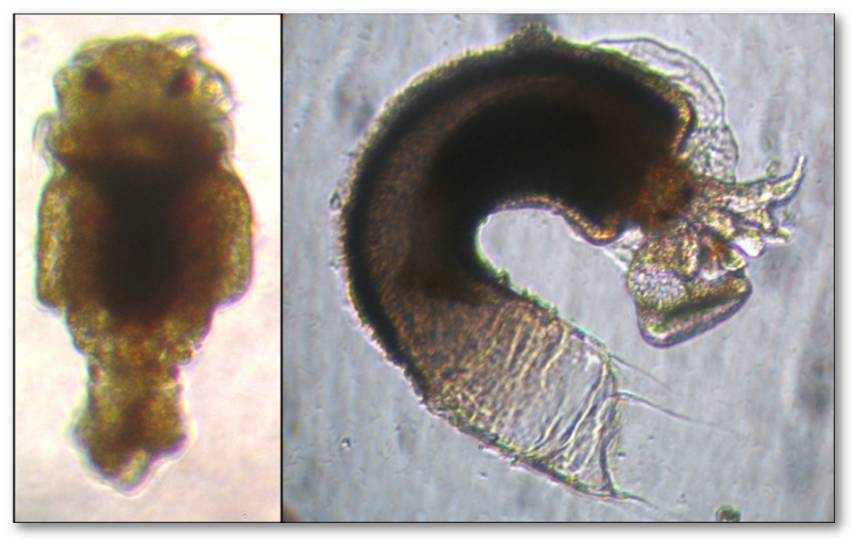
Larve et post-larve de Spirorbis spirorbis.

Petit ver formant un tube calcaire rond et spiralé (diamètre : 2 à 3 mm), accolé à divers substrats comme des coquilles, des rochers, des algues, des hydraires.